# Sergio Gorzy
Sergio Gorzyczanski (Montevideo, 14 de junio de 1958), conocido como Sergio Gorzy es un periodista deportivo, locutor, productor y presentador de televisión uruguayo.
Vinculado a la empresa Tenfield, se desempeña como periodista deportivo desde su juventud, y ha presentado una gran cantidad de programas de radio y televisión. Desde 1978 ha cubierto cada edición de la Copa Mundial de Fútbol para medios de comunicación uruguayos.

## Biografía

### Primeros años y educación
Nació en el Hospital Italiano de Montevideo el 14 de junio de 1958, como hijo de Israel "Julio" Gorzyczanski y Berta Jones, ambos agentes de viajes. De origen judío, su padre nació en Varsovia, Polonia y emigró a Uruguay junto a sus padres en 1930, mientras que su madre era hija de inmigrantes judeo-lituanos que arribaron al país en la década de 1920.
Fue criado en el barrio montevideano de Palermo, y asistió a la Escuela Integral, un centro educativo judío. Realizó estudios en la Facultad de Ciencias Económicas y de Administración de la Universidad de la República, pero no se graduó. En su juventud en el negocio familiar.

### Carrera
Gorzy comenzó a trabajar en la radio durante su adolescencia. En 1974 inició su carrera periodística en el rubro deportivo en CX4 Radio Rural en un programa deportivo nocturno dirigido por Aníbal Isasmendi. 
En 1976 realizó trabajos estadísticos para un número especial (sobre goleadores del mundo) de la revista El Gráfico de Argentina convocado por Osvaldo Ricardo Orcasitas (O.R.O.).
En 1977 trabajó en CX32 Radio El Mundo a instancias de Ariel Delbono con Carlos Muñoz como relator. 
Desde 1978 asistió acreditado como periodista a todas las Copas del Mundo. Fue a la Copa del Mundo de Argentina trabajando para Radio Belgrano de Buenos Aires, con el periodista argentino Juan José Lujambio como jefe.
En 1981 trabaja en CX8 Radio Sarandí en un programa deportivo en el que participaban Ariel Delbono, Rodolfo Larrea, Raúl Barizzoni y Néstor Moreno Mederos.
En 1981 produce y dirige la página dedicada al turismo en el diario La Mañana invitado por Franklin Morales. También cubre la información sobre Atletismo en el vespertino El Diario de la noche que pertenecía a la misma empresa.
En 1982 trabajó en estadísticas y efemérides en los diarios El País y Mundocolor.
Entre 1982 y 1983 produce y escribe la página semanal dedicada al turismo en el diario El País.
Desde 1974 a 2000 trabajó en la Agencia Mayorista de Turismo Shaltour que pertenecía a sus padres. 
En 1982 tras asistir a la Copa del Mundo de España ingresa al programa Rumbo al Deporte en CX16 Radio Carve invitado por Dalton Rosas Riolfo y comparte mesa con Carlos Penino, Enrique Yanuzzi y Guido Bastarrica, Tomás Cortés y otros.
En 1987 pasa a CX 22 Radio Universal con Alberto Kesman e integra el personal de La Oral Deportiva . También se incorpora a Alfa FM 96.3 al programa Círculo de los Deportes de Walter Cabot, Juan Gallardo y Pedro Abuchalja (h).
En 1988 debuta en televisión en Canal 5 sustituyendo al periodista deportivo Atilio Garrido durante algunos meses en el programa Fútbol Argentino. 
En 1989 pasa al vespertino "Últimas Noticias" invitado por Atilio Garrido hasta 1991 y lo sustituye nuevamente algunos meses en Canal 5 en el programa Fútbol Argentino.
En 1990 escribe en la Revista "Uruguay Sport" y acompaña a Juan Gallardo en las transmisiones futbolísticas de CX26 Radio Sodre.
En 1991 pasa a conducir y producir junto a Pedro Abuchalja hijo, el programa deportivo dominical La Hora de los Deportes en Canal 5, lo acompañan Alfredo Etchandy, Enrique Hananía, Alberto Sonsol y Osvaldo Heber Lorenzo. La invitación a ese proyecto fue hecha por el periodista Juan Carlos Paullier, en ese entonces Presidente de la Comisión Nacional de Educación Física y su compañero Alfredo Etchandy.
En 1992 junto a Estadio Uno edita y presenta el primer video de un equipo Campeón Uruguayo (Nacional 1992) y participó durante casi 20 años en distintos videos y DVD especiales de campeonatos uruguayos, aniversarios, etc. 
En los veranos de 1993 y 1994 presenta en Canal 11 de Punta del Este y Canal 2 de Maldonado, los campeonatos de fútbol argentino de verano de Mar del Plata.
En 1993 ingresa a Canal 12 para participar del informativo dominical Polideportivo 12 junto a Alberto Kesman y Juan Gallardo. Además conduce y produce Fútbol de Primera. 
En 1995 deja Canal 12. Desde 1994 pasa a conducir el programa TyC en la Cancha, los domingos en TyC Sports Uruguay en la señal exclusiva para la televisión para abonados llamada TVC. Era el programa resumen de las jornadas de fútbol de los fines de semana de la señal que compró los derechos exclusivos de las divisiones del fútbol uruguayo.
Desde 1994 a 1998 participó en varios proyectos de "TYC Sports Uruguay" como "Aquí está el Fútbol" los martes en canal 5 junto a Alberto Sonsol y "Domingol" con Jorge Da Silveira presentando en exclusiva los goles de la fecha uruguaya en Canal 5.
Desde 1994 hasta 2001 condujo el programa Fútbol Uruguayo en TyC Sports Argentina.
En 1995 se reintegra a La Hora de los Deportes en Canal 5.
En 1997 es invitado a gerenciar el nuevo proyecto Radio Sarandí Sport en la vieja CX18, luego denominada Radio Sport 890 junto al doctor Jorge Da Silveira y un personal de 40 periodistas. Desde ese año conduce el programa Usted que Opina. Entre el 2000 y 2001 el programa se emitió en duplex con Señal Uno y luego VTV en TV para abonados. Su actividad gerencial en esa emisora cesa en 2008. Como periodista deportivo conduce desde 1997 el programa "Ud que Opina"
En 1999 pasa a integrar desde el inicio el personal de Tenfield, empresa dueña de los derechos del fútbol y sucesora de TyC Uruguay, perteneciente a Francisco Casal. Desde ese momento conduce el programa Pasión, al inicio con Jorge Crosa, desde 2013 con Martín Charquero , desde 2015 fue panelista en el debate del programa y desde 2019 condujo la segunda parte de Pasión basada en la polémica junto a Alberto Kesman, Máximo Goñi, Juan Carlos Scelza y Jorge Muñoz hasta 2022.
En las transmisiones de Tenfield del fútbol uruguayo conduce las previas de los partidos de los clubes grandes junto a Martín Charquero. 
Durante 2 temporadas condujo el programa Kapos los lunes junto a Fernando Alvez, Jorge Seré, Carlos Aguilera, Rafael Villazán, Fernando Picún y Enrique Peña. 
En 2002 y 2003 editorializa junto a Alberto Sonsol en el vespertino Últimas Noticias. 
En la Copa del Mundo de 2002 escribe en la revista Señor Fútbol de Tenfield.
Desde febrero de 2003 produce y conduce el programa Buscadores, junto a Miguel Nogueira en Televisión Nacional Uruguay. Hasta octubre de 2008 fue transmitido en duplex con la señal VTV. En marzo de 2019 el programa se fue de TNU y en mayo retornó en VTV con repeticiones en VTV+ y Canal 7 Punta. 
A partir de 2005, condujo el programa "Verano a la Carta" en VTV desde Punta del Este. Desde 2012 fusiona ese programa con "Buscadores". 
En 2007 comienza a producir y realizar el programa Cámara Celeste en VTV. Lo han acompañado el exfutbolista Carlos Pato Aguilera, el comediante Rafael Cotelo, el murguista Maxi Pérez, Gaspar Valverde, Paul Fernández y Karina Vignola. Este programa estuvo en todos los Mundiales desde Sudáfrica 2010, las Copas América desde Argentina 2011 y los Juegos Olímpicos desde Londres 2012.
En 2010 escribe el libro Cámara Celeste Sudáfrica "y al final jugamos los 7 partidos" y en 2011 junto a Atilio Garrido el libro Cámara Celeste Copa América 15 gritos. Ambos libros incluyeron DVD de Tenfield.
En diciembre de 2019 escribe, nuevamente junto a Atilio Garrido el libro Forlán familia de Campeones, biografía autorizada de la familia Forlán Corazo (Juan Carlos Corazzo, Pablo Forlán, Pablo Forlán (h) y Diego Forlán). En 2021 junto a Atilio Garrido y Ana María Solé escriben "Carlos Solé, detrás del mito" (primera biografía autorizada sobre el histórico relator uruguayo)
De 2010 a 2013 fue panelista en el programa Punto Penal de Canal 10 en el espacio de polémica.
De 2013 a 2015 produjo y condujo el programa Cortita y al Pie junto a Alberto Sonsol los sábados en Canal 10 Saeta.
Desde 2018 forma parte de la sección deportiva del noticiero uruguayo del canal Monte Carlo TV, llamado Telenoche y en 2019 estrena el ciclo "El Diario del Lunes". y anteriormente Telenoche 4.
El diario del lunes, se emitió hasta fin del 2020 los lunes a las 22.30. Participaron Eduardo Rivas, Federico Paz, Jorge Seré ,  Fernando Alvez , Leo Sanguínetti, Edward Piñón y equipo. A comienzos del 2021 el programa volvió al aire pero los días viernes, por lo que cambió su nombre para El Diario del fútbol. Desde septiembre de 2021 el programa se emite los sábados de mañana con Eduardo Rivas, Federico Paz, Fernando Alvez, Jorge Seré, Daniel Richard, Bambino Erchegoyen y equipo .
En 2020 integró el programa Zoom Deportivo en Canal 4, los sábados a las 11.30, junto a Federico Paz, Eduardo Rivas y Martín Díaz., programa realizado durante el receso del fútbol por la pandemia de COVID-19.
En 2021 pasa a integrar Futvox, compañía de podcasts originales, para el mercado hispano de USA y Latam. es responsable de FutVoxUruguay y participa en FutVoxSudamérica. 
En 2022 se integra al Semanario La Mañana para la columna "La Celeste en el Mundial".  Escribe una página semanal en La Mañana desde enero de 2023. 
Tras su paso por Radio Belgrano de Buenos Aires en el Mundial Argentina 78, trabajó en el Mundial USA 1994 para Canal 12 en " La Otra Cara del Mundial" de Julio Alonso, "Fútbol de Primera" y " Polideportivo" y para el canal de cable VCC de Argentina. En el Mundial Francia 98 trabajó para Radio Sport 890. En los mundiales Corea Japón 2002, Alemania 2006, Sudáfrica 2010 y Brasil 2014 fue corresponsal de Radio Sport 890 y Tenfield. En los Mundiales de 2014 y 2018 trabajó también para Canal 10 en los programas " Arriba Gente" y "Subrayado ". En el Mundial Rusia 2018 participó en el programa diario de canal 10 "Los 11 del 10" y realizó el ciclo Historias Celestes junto a  Atilio Garrido y Andrés Eguren. En el Mundial de Catar 2022 trabajó en canal 4 para "Teledía" y "Telenoche" además del programa vespertino diario "El Magazine de la Copa" y en la noche el "Debate Mundial".
Desde el mundial Francia 1998 su programa radial "Usted que Opina" se emitió desde las sedes de las Copas del Mundo durante sus desarrollos.
Cubrió para Cámara Celeste, VTV y Radio Sport 890 los Juegos Olímpicos de Río 2012 y Londres 2016.
Desde 2012 participó en shows de stand up, destacándose Algo habrán hecho 1 y Algo habrán hecho 3 junto a Washington Abdala, Gerardo Sotelo y Nano Folle con libretos de Fernando Schmidt y dirección de Carlos Muñoz. En 2015 incursionó como protagonista de una famosa comedia inglesa en teatro llamada Pato a la Naranja junto a Lilián Anchorena, Ariel Caldarelli, Silvana Grucci y su hija Melina con la dirección de Hugo Blandamuro.. En 2017 participó con su hija Melina en la comedia Gorzy vs. Gorzy escrita por Fernando Schmidt nuevamente.
En 2018 actuó en " Más Hundidos que Nunca" junto al comediante Leo Pacella y varios periodistas deportivos con la producción de Diego Sorondo. También incursiona en el rubro Teatro Breve en la obra "GOL" junto al actor Fernando Canto que se realizó en Sinergia.
En 1991 y 1992 fue vicepresidente de Primera División de Fútbol de Salón.
Entre 1992 y 2003 acompañó al periodista y docente Jorge Pasculli en la realización de talleres de periodismo deportivo. 
Integró juntas directivas de Joventango, Cipetur (Círculo de Periodistas de Turismo) y FUTANGO.
Fue padrino de Aldeas infantiles.
En 2003 participa de la fundación de la Federación Uruguaya de Tango (FUTANGO)
Desde 2005 a 2016 fue presidente de la Comisión Administradora de la Pista Oficial de Atletismo (CAPOA) del Parque Batlle.
Desde 2014 a 2016 presidió el Comité Central Israelita del Uruguay y por lo tanto ocupó una de las vicepresidencias del Congreso Judío latinoamericano.
Desde 2017 con un grupo de amigos crean la Fundación Escuelas Vinculadas, que trabaja con escuelas públicas del Uruguay, apoyando a un grupo de ellas en distintas áreas. Es el presidente de dicha Fundación.
Desde 2018 es uno de los fundadores y directivos de la Asociación de Historiadores e Investigadores del Fútbol Uruguayo que preside Atilio Garrido. Es socio también del Centro para la Investigación de la Historia del Fútbol (CIHF) con sede en Buenos Aires, que reúne a historiadores e investigadores del fútbol de Argentina y el resto del continente.

## Vida privada
Gorzyczanski es padre de una hija, la psicóloga y actriz, Melina.Forma parte de la Nueva Congregación Israelita (NCI). Entre 2014 y 2016 se desempeñó como presidente del Comité Central Israelita del Uruguay. Forma parte del Leonismo siendo socio del Club Ansina de Montevideo.
Gorzy fue galardonado con el Premio Legión del Libro otorgado por la Cámara Uruguaya del Libro.
Recibió varios premios individuales o de sus programas de Sábado Show, premios Iris de El País, premios Tabaré de La República, premios Gardel de Tacuarembó entre otr-- distinciones. 
Recibió en el Mundial 2022 una réplica de la Copa del Mundo que FIFA y la Asociación Internacional de Periodistas Deportivos otorgaron  por haber asistido a 12 copas del mundo acreditado como periodista.(Argentina 78 a Catar 22). 

## Libros
- 2010, Cámara Celeste, en Sudáfrica, y al final jugamos los 7 partidos
- 2011, Cámara Celeste, Copa América 2011, 15 gritos , junto a Atilio Garrido
- 2019, Forlán familia de Campeones, junto a Atilio Garrido
- 2021  Carlos Solé, detrás del mito junto a Atilio Garrido y Ana María Solé
- 2022  "150 años de Fútbol", participación en varios capítulos sobre la historia del fútbol uruguayo, junto a otros autores.